# Casina (Plauto)
La Casina (Càsina, che etimologicamente può significare "La fanciulla del caso", "La sorteggiata", oppure "La ragazza dal profumo di cannella") è l'ultima delle commedie scritte dall'autore latino Plauto a noi pervenute e probabilmente l'ultima in assoluto, essendo stata scritta due anni prima della sua morte (184 a.C.). È classificata tra le ventuno commedie varroniane e parte dell'opera, segnatamente il prologo, risale ad una ripresa dopo la morte del commediografo. Esso è per noi di estremo interesse, perché documenta lo spirito in cui questa ripresa è avvenuta..

## Personaggi

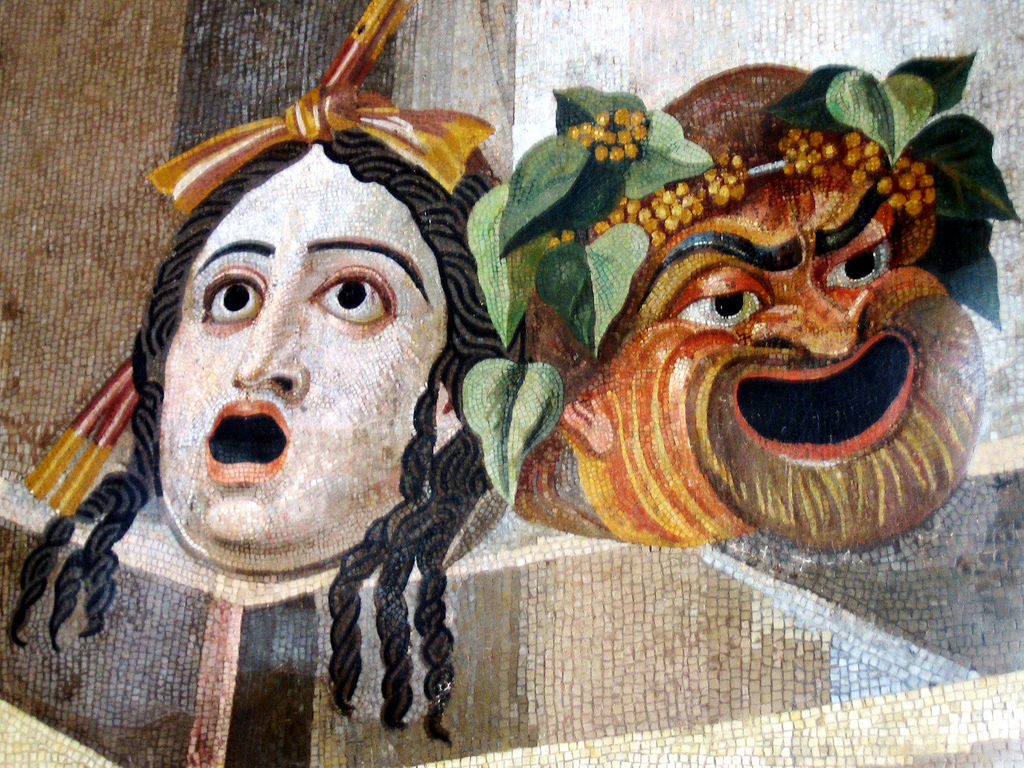
Maschere provenienti dalla tradizione comica romana

### Principali
- Olimpione (Olympio vilĭcus): fattore di Lisidamo al quale lui promette in sposa l'avvenente serva Casina per poi mettergliela a disposizione; a causa di ciò è odiato dalla moglie del vecchio, Cleostrata, e dal loro figlio. Egli è scontroso e sicuro di sé e riversa tutta la sua frustrazione sul servo Calino. Si rivela anche essere infedele e irrispettoso nei confronti del padrone.
- Calino (Chalinus servus): scudiero di Eutinico al quale la padrona Cleostrata promette Casina in sposa così che lei possa rimanere in casa a fianco al figlio. Ha una psicologia molto simile a quella di Olimpione, ma si differenzia per il fatto che è dalla parte della moglie anziché del marito.
- Cleòstrata (Cleostrata mulier): è il vero capo della famiglia e manipola, grazie alla sua intelligenza e scaltrezza, il marito riuscendo a beffarlo e a rompere il suo scabroso piano di ottenere Casina. La sua figura rappresenta l'intelligenza femminile e la capacità delle donne di anteporre la ragione alla passione contrariamente a Lisìdamo. Questo personaggio è anche molto socievole, poiché si avvale dell'aiuto di numerose amiche sue complici.
- Lisìdamo (Lysidamus senex): incarna i tratti specifici e caratteristici del senex libidinosus tipico personaggio della comicità plautina. Questo si fa trascinare dalla passione amorosa senza pensare ai propri doveri di pater familias e fa di tutto per ostacolare il figlio, suo rivale in amore. Egli è presentato come ingenuo e goffo, anche se infine la sua buona persona viene riscattata dal suo pentimento.

### Secondari
- Pardalisca (Pardalisca ancilla): ancella di Cleòstrata; ha in odio il vecchio per i suoi comportamenti scorretti e aiuta la padrona a ordire il suo piano per beffare e vendicarsi del marito. Incarna i caratteri del servo fedele ma è anche vendicativa e cinica.
- Mìrrina (Myrrhina mulier): moglie di Alcèsimo e amica di Cleòstrata; in quanto tale svolge un ruolo molto importante nell'organizzazione delle nozze maschie.
- Alcèsimo (Alcesimus senex): amico di Lisìdamo e suo complice nonostante un suo iniziale tentennamento; è anch'esso un vecchio passionale che richiama nel pubblico pietà e riprovazione.

### Personaggi marginali
- Citrione (Citrio coquus): cuoco; anch'esso complice di Cleòstrata, ritarda la celebrazione delle nozze commettendo volutamente errori in cucina.
- Un flautista (Tibicen): il suo è un ruolo puramente marginale, coreografico.
- Altri

## Prologo
Il prologo inizia con un saluto (salvere iubeo) rivolto al pubblico (spectatores), che era rumoroso e indisciplinato; infatti ivi si trovavano persone di ceto, sesso, età, condizione sociale diversi, rendendolo un pubblico eterogeneo e "vario".
L'opera presenta un breve prologo che appare come un monologo estraneo alla commedia vera e propria; questo, come altre undici commedie varroniane, presenta una struttura fondamentale che consta di due momenti: la captatio benevolentiae -il prologo si rivolge, infatti, direttamente alla platea per richiamarne l'attenzione- e l’expositio argumenti, dove si anticipa la trama della commedia in rappresentazione ed è presente un accenno ai personaggi fondamentali della vicenda. 
Il narratore di questo prologo è esterno ed è la figura astratta della Buona Fede; infatti Plauto ricorre spesso a divinità e figure simboliche per presentare le sue opere.

In Casina c'è un'esplicita richiesta da parte del presentatore della commedia, atta a concentrare l'attenzione dello spettatore sull'”illusione” che sta per essere inscenata:

(verso 29)
 Ciò evidenzia l'espediente della rottura dell'illusione scenica, molto diffuso nelle commedie di questo autore latino.

## Trama

### Atto I
I due servi, Calino e Olimpione, discutono animatamente poiché il primo vuole costringere l'altro a riprendere i suoi compiti di fattore in campagna preso dalla paura che possa portargli via l'amata Casina. Segue uno scambio acceso di insulti e improperi da entrambe le parti che culmina con l'entrata in casa dei due.

### Atto II
Cleostrata, uscendo di casa, parla con la sua ancella, Pardalisca, dicendole che non avrebbe mai più preparato niente da mangiare per il marito disonesto e infedele e che sarebbe andata a cercare la compagnia dell'amica Mirrina, per spiegarle la situazione. Nello stesso momento l'amica esce di casa e le due si recano nella dimora di Lisidamo; qui Mirrina consiglia di sottostare al volere del marito e assecondarlo perché non la sfratti.
Il colloquio tra le due viene interrotto dall'arrivo di Lisidamo, che cerca di ingraziarsi la moglie con finte lusinghe amorose; questa però non abbocca e ribadisce il suo diritto a decidere le sorti della serva, in quanto allevata da lei fin da bambina, riguardo al matrimonio con Calino. A questo punto Lisidamo cerca di dissuadere il servo scelto dalla moglie a celebrare le nozze, promettendogli la libertà, ma questo rifiuta per il suo amore verso la fanciulla.
Così tutti decidono di affidare alla sorte la decisione, che premia Olimpione e Lisidamo. I due possono quindi proseguire i loro piani e parlare liberamente del misfatto che hanno a compiere, grazie alla disponibilità dell'amico Alcesimo nell'offrirgli la propria casa per le nozze, senza preoccuparsi del fatto che Calino stia origliando tutto per riferirlo alla padrona.

### Atto III
Lisidamo, gioioso per l'avvicinarsi delle nozze con Casina, si reca a casa di Alcesimo per controllare che tutti i preparativi siano terminati e successivamente, per avere la casa dell'amico libera, convince Cleostrata a invitare Mirrina (moglie di Alcesimo) a casa sua. Poi raggiunge il Foro e in quel momento esce di casa Cleostrata, adirata per ciò di cui era venuta a conoscenza grazie a Calino, convinta ad andare a casa di Alcesimo per dire a Mirrina che stesse a casa e non venisse ad aiutarla per il convivio. Dopo diversi tira e molla la casa di Alcesimo viene finalmente liberata, ma Cleostrata riesce a mettere in atto uno stratagemma facendo credere al marito che Casina sia impazzita e che voglia uccidere chiunque fosse andato a letto con lei quella notte. Lisidamo e Olimpione, nonostante gli iniziali tentennamenti si decidono comunque a entrare sospettando un tiro mancino delle donne.

### Atto IV
Lisidamo, dopo essere entrato in casa, si trova di fronte una gran confusione perché i cuochi, complici di Cleostrata, rallentano il più possibile la celebrazione delle nozze rovesciando pentole e vettovaglie varie. Vince in ogni caso l'impazienza di Lisidamo che, con la scusa di accompagnare i futuri sposi in campagna, annuncia che avrebbe passato la notte fuori casa per andare in realtà dall'amico suo complice.
Intanto le donne, per beffarsi del vecchio innamorato, avevano sostituito la vera Casina con Calino travestito da sposa.

### Atto V
Cleostrata, l'amica e le serve, appostate fuori dalla casa di Alcesimo, sorprendono Olimpione a scappare e lo costringono a raccontare l'accaduto. Questo allora confessa di aver celebrato le nozze con Calino e di essere stato picchiato selvaggiamente scappando però senza avvertire Lisidamo per ripicca. Pochi minuti dopo esce da casa di Alcesimo anche il vecchio, tutto pesto e spaventato, vittima anche lui delle violenze di Calino che, insoddisfatto, lo insegue con un bastone. A questo punto Cleostrata, soddisfatta della sua vendetta, decide di perdonare il marito e tutti si radunano a casa di Lisidamo.

## Argumentum
Il prologo è preceduto da un rapido riassunto (argumentum) della vicenda, strutturato in versi secondo il modello dell'acrostico, grazie al quale è possibile leggere il titolo dell'opera.  
Tutte le commedie di Plauto, eccetto Bacchides, Vidularia e Captivi, utilizzano questo espediente sebbene l'autore non sia il poeta, ma i grammatici di epoca più tarda.
Le lettere evidenziate formano il titolo della commedia:

## Ambientazione

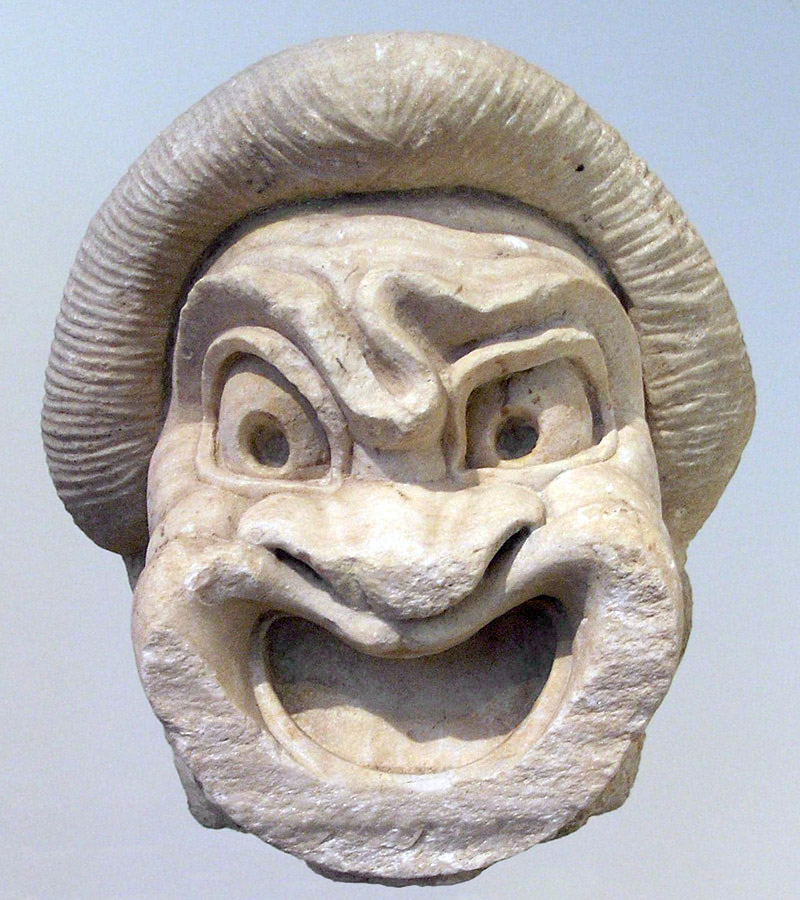
Tipica maschera della commediografia greca e romana

Come le altre ventuno commedie varroniane, anche Casina, viene definita palliata in quanto di ambientazione greca. Nonostante il suo scenario, l'opera, che peraltro non contiene riferimenti espliciti all'ellenismo, fa propri anche contesti romani; questo espediente ha un effetto di spaesamento tra l'uditorio, ma ha anche l'importante funzione di attribuire comportamenti riprovevoli e mal visti a personaggi stranieri e non romani.

## Espedienti comici
La commedia ha una struttura molto semplice, tipica delle opere plautine, e la sua comicità scaturisce sia dal ribaltamento delle posizioni sociali (i servi e le mogli comandano sui pater familias) sia dalle beffe e dagli inganni preparati contro il senex libidinosus.
L'apice della comicità lo si raggiunge al termine della commedia, con le cosiddette nozze maschie: Calino viene travestito da Casina con l'aiuto di Cleostrata e Pardalisca e viene poi mandato a casa di Alcesimo dove si sapeva sarebbe arrivato Lisidamo per poter godere dei favori della fanciulla; a questo punto si sviluppa una scena molto buffa e grottesca, al termine della quale Lisidamo e Olimpione, per aver cercato di corteggiare Casina, vengono presi a bastonate e malmenati da Calino travestito.

## Rapporti con il modello greco
(vv.31-34)

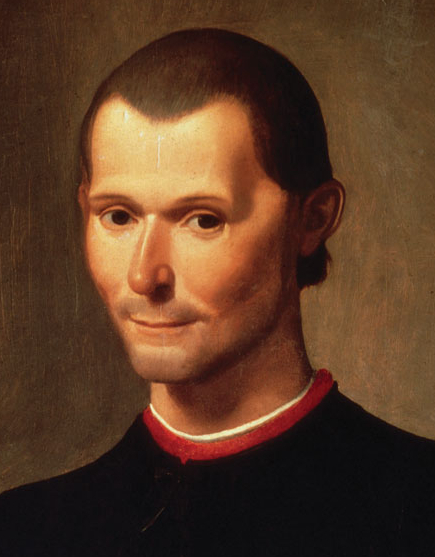
Ritratto di Niccolò Machiavelli - Santi di Tito

Nel prologo ritroviamo un accenno alle commedie greche, che Plauto adottò come modelli, e  in particolare a quella a cui si ispirò per Casina, ovvero l'opera Clerumenoe di Difilo, che infatti venne inizialmente tradotta in latino con il termine Sortientes (entrambi vogliono significare "i sorteggianti"). La commedia greca porta questo titolo in quanto, molto probabilmente, la scena del sorteggio era la parte culminate dell'opera, mentre quella delle nozze maschie è un'aggiunta del comico latino. In Clerumenoe la scena centrale del sorteggio era seguita dall'agnizione di Casina e il ritorno del suo futuro sposo Eutinico, figlio di Lisidamo.

## Tradizione letteraria
Il tema di questa commedia fu ripreso in alcune occasioni soprattutto nel periodo rinascimentale. Ad esempio, Nicolò Machiavelli si ispirò a essa nella Clizia, Giovan Battista Gelli nell'Errore e Ludovico Dolce nel Ragazzo. Alla Casina si ispirano parzialmente anche Il marescalco di Pietro Aretino e l'Epicene di Ben Jonson.

## Edizioni e traduzioni
- Cassina. Comedia, tradotta di latino in volgare per Girolamo Berrardo ferrarese, Stampata in Vinegia, per Nicolo d'Aristotile detto Zoppino, 1530.
- (LA, IT) La Casina, in Le commedie, volgarizzate da Niccolò Eugenio Angelio col testo latino a dirimpetto, vol. 3, Napoli, presso Vincenzio Mazzola Vocola, 1783,  pp. 98-213.
- (LA, IT) La Casina, volgarizzamento di Temistocle Gradi, in  Le commedie, volgarizzate da Giuseppe Rigutini e Temistocle Gradi, vol. 2, Firenze, Successori Le Monnier, 1873,  pp. 443-529.
- (LA, EN) Casina, in [Plays], with an English translation by Paul Nixon, vol. 2, London, William Heinemann, 1917,  pp. 1-109.
- Casina, in Tutte le commedie, traduzione di Mario Scandola, vol. 1, Milano, Rizzoli editore, 1953,  pp. 329-382.
  - (LA, IT) Casina, traduzione di Mario Scandola, introduzione di Cesare Questa, Milano, BUR, 1988, ISBN 88-17-16652-9.